# Populares Democráticos
Populares Democráticos (Popolari Democratici) fue un pequeño partido político italiano democristiano con sede en Campania.
Fue fundado en febrero de 2008 como una escisión de Populares UDEUR que quería continuar con la alianza de centro-izquierda de L'Unione. Sus miembros principales son Nicola Caputo, Vittorio Insigne y Giuseppe Maisto, los tres diputados regionales de Campania, y varios ministros provinciales y municipales.
Actualmente está integrado en la Unión del Centro (UdC).